# Pennsylvania Chronicle
Il Pennsylvania Chronicle and Universal Advertiser fu un giornale coloniale americano fondato nel 1767 a Filadelfia, in Pennsylvania, prima della Rivoluzione americana. Venne creato da William Goddard e dai suoi soci in affari occulti, Joseph Galloway e Thomas Wharton. Anche Benjamin Franklin, associato di Galloway, fu socio del Chronicle.

## Storia
Il Pennsylvania Chronicle and Universal Advertiser veniva pubblicato una volta a settimana, di lunedì. Il primo numero uscì il 6 gennaio 1767 e fu stampato utilizzando un nuovo carattere Borghese realizzato dalla tipografia di William Goddard a Filadelfia, "The New Printing Office", situata su Market Street, vicino all'ufficio postale. L'abbonamento annuale costava dieci scellini. La pubblicazione rimase attiva dal 6 gennaio 1767 all'8 febbraio 1774.
Nel 1768, la sorella di William, Mary Katherine Goddard, che in seguito sarebbe diventata famosa per essere la prima donna a ricoprire il ruolo di direttore delle poste del Maryland, si unì all'attività di famiglia e gestì la tipografia del fratello a Filadelfia.
Entro il 1770, il Pennsylvania Chronicle aveva una diffusione di circa duemilacinquecento copie, diventando così uno dei giornali coloniali di maggior successo.
A metà del XVIII secolo, la maggior parte delle stamperie utilizzate nelle colonie americane venivano importate dall'Inghilterra. Isaac Doolittle, un orologiaio di New Haven, costruì la pressa da stampa in mogano per il Pennsylvania Chronicle di Goddard a Filadelfia. Fu la prima pressa da stampa realizzata nelle colonie americane.
Il giornale di Goddard non era privo di concorrenza. Un tipografo rivale di Filadelfia, William Bradford III, fondatore del The Pennsylvania Journal and Weekly Advertiser nel 1742, ingaggiò una vera e propria "guerra di giornali" contro Goddard, che degenerò in attacchi personali.
Nello stesso periodo, Galloway e Wharton avevano venduto le loro quote del Chronicle a un tale Robert Towne, che a sua volta tentò più volte di convincere Goddard a cedergli il giornale. Dopo che Goddard criticò pubblicamente Galloway e Wharton, si ritrovò ingiustamente incarcerato per debiti nel settembre del 1771, senza dubbio su pressione del potente Galloway.

## Rivoluzione americana
Nei primi tre anni di pubblicazione, il Chronicle mantenne un tono politico moderato. In questo periodo, Joseph Galloway e Thomas Wharton furono soci occulti di Goddard, ma dopo il loro ritiro nel 1770, il giornale di Goddard divenne più vicino alla fazione radicale e alla spinta per l'indipendenza americana.
Il Chronicle divenne uno dei principali mezzi per esprimere il sentimento anti-britannico che si stava rapidamente diffondendo in tutte le colonie prima della Rivoluzione americana. Il giornale acquistò grande notorietà quando Goddard stampò un articolo che esprimeva il suo sostegno al Boston Tea Party.
Le simpatie del giornale e il suo messaggio rivoluzionario generale furono motivo di grande preoccupazione per i britannici. Presto il giornale venne pesantemente tassato per la sua consegna da parte di Crown Post (il sistema postale coloniale in uso all'epoca) e in seguito Crown Post si rifiutò semplicemente di consegnare la pubblicazione. Crown Post alla fine costrinse il giornale al fallimento nel 1773. Ciò spinse Goddard e Benjamin Franklin a istituire un sistema postale alternativo indipendente dalle autorità di Crown Post. Questo sistema alternativo divenne infine la base di un sistema postale che in seguito sarebbe diventato l'US Post Office.

### Le lettere di Dickinson
Dal 1767 al 1768 il Pennsylvania Chronicle pubblicò una serie di 12 saggi intitolata Letters from a Farmer in Pennsylvania, di John Dickinson. In queste lettere, Dickinson sosteneva la filosofia politica di John Locke come base morale delle obiezioni alle eccessive tasse britanniche imposte alle colonie. Dickinson, in termini inequivocabili, esortava i coloni americani a opporsi alle azioni britanniche con petizioni legali, poi con il boicottaggio e, infine, se necessario, con la forza delle armi.

### Voce contro lo Stamp Act
Il numero del 1º agosto 1768 del Pennsylvania Chronicle stampò in prima pagina un articolo a quattro colonne con un discorso tenuto alla State House (Independence Hall) contro lo Stamp Act e altre leggi fiscali eccessive approvate senza la rappresentanza delle colonie nel Parlamento britannico.

### Supporto per il Boston Tea Party
Nel 1773, il giornale acquistò grande notorietà quando pubblicò un articolo che raccontava lo svolgimento del Boston Tea Party e dava voce al sostegno popolare per questo evento ribelle e storico.

### Il Chronicle difende Franklin
Mentre Benjamin Franklin si trovava a Londra come agente per la Pennsylvania, nel 1765 si oppose all'emanazione dello Stamp Act. Sebbene sapesse che l'approvazione del progetto di legge fosse inevitabile, finse di appoggiarlo lavorando attivamente per la sua abrogazione. Tuttavia, il popolo della Pennsylvania sospettava che Franklin agisse in mala fede. Per contrastare le maliziose speculazioni e gli attacchi di parte sul coinvolgimento di Franklin nell'approvazione dello Stamp Act, William Goddard ristampò quasi l'intera raccolta dei saggi di Franklin dai giornali londinesi sul Pennsylvania Chronicle, riassumendo il suo coinvolgimento e la sua opposizione all'approvazione di questa legge.